# Devoke Water
Devoke Water ist ein See im Lake District, Cumbria, England.
Der See liegt am westlichen Ende des Birker Fell. Der See hat fünf unbenannte Zuflüsse an seiner Südseite. Der Linbeck Gill ist sein Abfluss an der nordwestlichen Seite des Sees. Im Südosten des Sees steht ein Bootshaus.
Der See ist Teil des Brantrake Moss and Devoke Water Site of Special Scientific Interest. Das Brantrake Moss ist das größte Moor auf den Bergen des Westens Cumbrias. Das Devoke Water ist der einzige nährstoffarme See im Westen Cumbrias und weist eine reiche Zahl von für diese Gewässer typischen Wasserpflanzen auf, die teilweise nur selten an anderen Orten im Vereinigten Königreich anzutreffen sind.